# Kez (település)
Kez (oroszul: Кез) település Oroszországban, Udmurtföldön, a Kezi járás székhelye.
Lakossága: 11 080 fő (a 2010. évi népszámláláskor).

## Fekvése
Udmurtföld északkeleti részén, Izsevszktől 169 km-re helyezkedik el. A Perm felé vezető vasútvonal kisebb állomása.

## Története
A település elődje 1696-ban keletkezett. Kétszáz évvel később, II. Miklós orosz cár 1895-ben kiadott rendeletére megkezdődött a Kotlasz–Perm közötti vasútvonal építése. 1899-ben Kez vasútállomás lett, ami döntő szerepet játszott a település fejlődésében. 1925-ben egy kisebb szintű közigazgatási egység (voloszty) központja, 1929-ben járási székhely lett, 1942-ben városi jellegű településsé nyilvánították; ezt a besorolást 2008-ig tartotta meg. 

## Népessége
| Lakosok száma | 1800 | 5331 | 7481 | 8434 | 10 030 | 10 913 | 10 651 | 11 080 | 10 911 | 10 131 |
|               | 1942 | 1959 | 1970 | 1979 | 1989   | 2002   | 2007   | 2010   | 2012   | 2021   |

- 2010-ben a lakosok 64,8%-a udmurt, 28,2%-a orosz, 1,1%-a tatár.

## Gazdasága
Elsősorban mezőgazdasági irányultságú járás székhelye. Az 1930-as években lenfeldolgozó és tejfeldolgozó üzeme, erdőgazdasága alakult, 1938-ban elevátor épült. A 21. század első évtizedében továbbra is működtek hagyományos termelővállalatai. Lenfeldolgozó üzemében rostlent állítanak elő. Élelmiszeripari vállalatai közül kiemelkedik a márkázott termékeket előállító sajtgyár.